# Henriette Stenkvist
Henriette Stenkvist (ur. 10 lutego 1994) – szwedzka pływaczka, specjalizująca się głównie w stylu grzbietowym oraz w stylu dowolnym.
Wicemistrzyni Europy z Budapesztu w sztafecie 4 x 100 m stylem zmiennym. 5-krotna medalistka mistrzostw Europy juniorów z Pragi i Helsinek. 